# Khutbah
Khutbah of choetba (Arabisch: خطبة) is een preek binnen de islam die voor de gezamenlijke vrijdagsalat en na de speciale salat van het Offerfeest en het Suikerfeest wordt gehouden. Daarnaast wordt een khutbah gehouden op de Vlakte van Arafat tijdens de hadj. Deze laatste is bedoeld voor alle moslims.

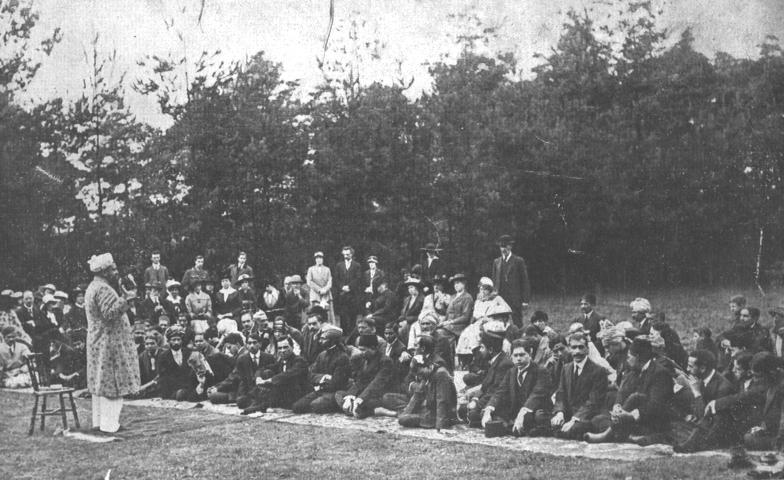
Bekeerde Engelsen luisteren naar de khutbah (1914)

Degene die de khutbah houdt, wordt khatib genoemd. Hoewel doorgaans de imam de khutbah houdt, kan deze ook door een ander gehouden worden. De onderwerpen van de khutbah zijn zeer divers, maar handelen vaak over actuele, relevante zaken.
De khutbah voorafgaand aan dhuhr op vrijdag in de moskee bestaat doorgaans uit twee delen, gesplitst door een moment van stilte voor reflectie. De lengte verschilt en wordt bepaald door de khatib, hoewel volgens overleveringen Mohammed nooit langer dan 15 minuten preekte. Na de khutbah wordt een smeekbede door de khatib opgezegd. Normaliter bestaat de khutbah op een der feestdagen uit één deel en duurt gemiddeld langer. Een korte duur van de khutbah zou getuigen van begrip en kennis van de islam.
De khutbah hoeft niet in het Arabisch gehouden te worden in tegenstelling tot de salat. Om die reden wordt de khutbah meestal gehouden in de landstaal of in de taal van de grootste groep aanwezigen. In moskeeën in Nederland wordt een khutbah dan ook niet altijd in het Nederlands gehouden; soms volgt na de anderstalige khutbah een Nederlandse vertaling of wordt deze vooraf gegeven. Er zijn ook stromingen die alleen een Arabischtalige khutbah als juist aanvaarden, weer anderen zijn van mening dat alleen de woorden van Mohammed herhaald mogen worden.
Doorgaans wordt de khutbah gehouden in een moskee vanaf een minbar. Volgens overlevering zou Mohammed de khutbah ook vanaf een kleine verhoging met maximaal drie treden hebben gehouden of vanaf de grond.